# Gilvossius tyrrhenus
Gilvossius tyrrhenus (precedentemente Pestarella tyrrhena e Callianassa tyrrhena) è una specie di decapode che cresce fino a una lunghezza di 70 mm. In italiano si può chiamare còrbola selvatica. Vive in tane scavate nelle zone sabbiose poco profonde dei fondali marini del Mar Mediterraneo e dell'Oceano Atlantico settentrionale. È il talassinoideo più comune nel Mediterraneo, ed è stato utilizzato come esca dai pescatori per almeno 200 anni.

## Descrizione
G. tyrrhenus è un piccolo crostaceo, lungo fino a 70 mm, con un esoscheletro morbido a parte due grandi artigli disuguali. È di colore biancastro o grigio-verdastro, con macchie rosa o blu. A causa del suo stile di vita scavatore, G. tyrrhenus ha occhi piccoli su steli corti e i suoi mascellari possono formare un opercolo; il telson è molto corto e il rostro è quasi del tutto assente.
Lo sviluppo larvale è rapido e comprende poche fasi. Le uova si schiudono in uno stadio zoeale, seguito da una seconda zoea e poi da uno stadio di megalopa prima dell'età adulta. Questo rapido sviluppo consente alle larve di stabilirsi nel loro habitat adulto di substrati fangosi relativamente indisturbati, prima di aver viaggiato troppo lontano come larve planctoniche. Lo sviluppo delle larve è ritardato dalla bassa salinità e favorito dalle temperature più calde, conferendo al G. tyrrhenus una stagione riproduttiva più breve nel nord del suo areale rispetto al sud.
La Corbola veneziana vive nella laguna, sotto tane profonde nella sabbia dove si tiene al sicuro dai predatori. Infatti è un decapode dal guscio non molto duro, che viene mangiato da tutte le specie ittiche presenti sia in laguna che non. La specie emana anche un odore forte, che la fa individuare a grandi distanze dai pesci che se ne cibano. La corbola è una specie in via di estinzione e viene raccolta da pochi pescatori muniti di particolari permessi che utilizzano particolari pompe per catturarle. La pressione le spinge fuori dalla tana verso delle reti che che lasciano integre. Preservare questo delicato prodotto non è facile perché si mantiene viva e in buono stato per pochi giorni, d’estate anche poche ore.

## Distribuzione ed ecologia
G. tyrrhenus è stato descritto per la prima volta nel Mar Tirreno, e si trova in tutto il Mediterraneo così come nell'Oceano Atlantico dalla Mauritania e dalle Isole Canarie a nord fino all'Irlanda, nel Kattegat e nel Mare del Nord fino alla Norvegia meridionale.  Specie correlate si trovano nel Mar Nero, e G. tyrrhenus evita le acque a bassa salinità, come gli estuari e il Mar Baltico.
Le tane di G. tyrrhenus possono essere lunghe fino a 62 cm profondità. Sono costituiti da un albero centrale a spirale fino a 20 mm di larghezza, con uno o più alberi poco profondi a forma di U (fino a 11 mm o 0,43 in larghezza) che conducono alla superficie del sedimento dove emergono come fori o depressioni a forma di imbuto. Questi pozzi possono essere collegati da ulteriori sezioni e si trovano numerose camere laterali riempite di fanerogame marine . Il volume complessivo della tana può raggiungere 300 ml. Nuove gallerie vengono continuamente aperte e quelle vecchie vengono riempite. G. tyrrhenus si nutre direttamente del sedimento, e riceve nutrimento dai detriti raccolti nelle camere di detriti, nonché dai foraminiferi e dalle alghe che vivono sulle pareti della tana. L'attività di G. tyrrhenus porta le pareti della tana ad arricchirsi di un numero di nematodi tre volte superiore a quello ambientale e di foraminiferi più di 100 volte superiore a quello dei sedimenti circostanti.